# Мост на Жепи
Мост на реци Жепи се налази на подручју општине Рогатица, у насељу Жепа, у Републици Српској, једном од два ентитета Босне и Херцеговине. Камени мост је изграђен у другој половини  века, вероватно након изградње моста Мехмед-паше Соколовића у Вишеграду, за време османске управе на овим просторима. Мост се првобитно налазио на ушћу реке Жепе у реку Дрину и саграђен је на једном од регионалних путева чија је траса ишла уз реку Дрину и који се у Вишеграду одвајао од Цариградског друма, главне османске саобраћајнице на Балкану, чија је исходишна тачка био Цариград, средиште Османског царства.  Није познато ко су утемељитељ и градитељ моста, али се међу истраживачима моста утемељење приписује великом везиру Мехмед-паши Соколовићу, а вероватни градитељ моста је један од сарадника архитекте Вишеградске ћуприје, великог Мимара Синана.
Стрма обала реке Жепе је условила изградњу моста са једним отвором, засведеним преломљеним луком распона нешто више од десет метара, док је дужина моста нешто више од 21 метар. По својим стилским карактеристикама мост на Жепи спада у врхунска достигнућа османске архитектуре која је у времену његове изградње била на својој кулминацији, и у том смислу мост има исте стилске и друге карактеристике са османским мостовима из овог периода, чији је градитељ Синан или сарадници његовог цариградског атељеа.
За изградњу моста се везују легенде и током своје историје мост је био предмет путописаца, а једну од легенди је, проминентно, књижевно обрадио писац Иво Андрић у својој приповеци „Мост на Жепи” из 1925. године. Изградња хидроелектране Бајина Башта и формирање акумулационог језера Перућац у другој половини XX века су били угрозили постојање моста на његовој првобитној локацији. Након многих дискусија и јавног ангажмана различитих појединаца и организација мост, којем је претило потапање језером, је дислоциран на нову локацију око петсто метара узводно, непосредно испод насеља Жепа и у близини Реџеп-пашине куле, такође конструисане приближно у исто време као и мост, где је и данас лоциран.
Мост се данас не налази у задовољавајућем стању услед пукотине која се формирала на његовој десној страни и која прети његов опстанак, због чега је крајем 2016. године постављена стабилизујућа скела, али санација и рестаурација моста која је требала да уследи до данас није извршена. Мост је непокретно културно добро Републике Српске и национални споменик Босне и Херцеговине.

## Локација
Мост на ушћу реке Жепе, леве притоке реке Дрине, је један од два камена моста из периода Османског царства изграђених на овој реци. Први мост се налази у непосредној близини њеног извора, у селу Врело, има три окна и преко њега води пут који оближња насеља повезује са Рогатицом. Други, тј. мост на њеном ушћу, је био лоциран десетак метара од ушћа Жепе у Дрину, на старом друму који се у Вишеграду одвајао од Стамболске џаде и ишао низ Дрину њеном левом обалом. На овом месту мост је стајао све до лета 1966. године када је због акумулационог базена насталог изградњом Хидроелектране Бајина Башта, да не би био потопљен, дислоциран на локацију око 500 метара узводно на истој реци, испод самог насеља Жепа, која се зове Спахин хрид, недалеко од Реџеп-пашине куле (која је грађена приближно у истом периоду као и мост).
- Мост на извору реке Жепе,[8] село Врело. Мост је највећим делом затрпан и заборављен.[9] [фотографија од јануара 2018.];
- Реџеп-пашина кула[10] и жепљански крај у њеној позадини [фотографија од маја 2018. год.];
- Поглед на Жепу, мај 2018;
- Ушће реке Жепе у Дрину након изградње акумулације Перућац [фотографија од јула 2017];

## Историјски подаци

### Контекст настанка
Мост на ушћу Жепе спада у корпус објеката османске градње који настају са доласком Османског царства у ове крајеве и новим друштвено-економским уређењем које је то са собом носило. Војно-стратешки објекти су у новој државној организацији имали прворазредни значај, тако и мостови, нарочито на већим рекама и регионалним комуникацијама. Описујући новонастали контекст, након дефинитивног пада босанске средњовековне државе, истраживачи архитекта Џемал Челић и исламолог Мехмед Мујезиновић у својој студији о старим мостовима у Босни и Херцеговини из 1969. године наводе:
| „ | [...] Нова војна снага са освајачким претензијама, управљеним, првенствено, према Средњој Европи, доноси у наше крајеве и ново друштвено уређење са тимарским системом, који добија завршни облик у шеснаестом стољећу. Укључењем земље у склоп османлијског царства почиње ново раздобље не само у војно-политичкој већ и у економској и културној историји Босне и Херцеговине. Управни систем, религија, а затим и друге тековине исламско-турске цивилизације удомаћују се све више, насеља се реорганизирају према схеми чије коријене треба тражити на истоку, развијају се занати и трговина, јављају се потребе за веома разноврсним архитектонским градњама, сакралним и профаним, монументалним и утилитарним. У тој општој друштвено-економској реорганизацији држава се, првенствено, бринула за војно-стратешке објекте, међу којима мостови, нарочито на већим ријекама и главним регионалним комуникацијама, заузимају изузетно важно мјесто. Објекти ове врсте грађени су у име султана, у име великог везира, у име босанског намјесника, — а то значи све из државне благајне и, углавном, због ширих стратешко-економских разлога. [...] Ако погледамо ко су оснивачи најважнијих и највећих мостова на комуникацијама царства на територију Босне и Херцеговине уочићемо да се у то вријеме најинтензивније градње, односно у вијеку, своди на саму личност султана Сулејмана (мост у Фочи, мост у Доњем Вакуфу, мост у Мостару) и његове најближе сараднике. У половини стољећа његов најближи сарадник, највиши државни функционер је Рустем-паша, који гради велики мост на Жељезници код Илиџе, а претпостављамо да је обновио и мост на Босни код Блажуја (bs). Насљедник Рустем-пашин Соколовић Мехмед-паша гради мостове у Вишеграду, код Требиња, на Жепи, а претпостављамо и код Сарајева. Блиски рођаци ове двојице државника, првих сарадника султана Сулејмана, такођер су веома активни. Брат Рустем-пашин заим хаџи Мехмед-бег, звани Карађоз-бег, надзорник је на градњи султан-Сулејманова моста у Мостару, а на своје име гради за потребе државе мостове у Коњицу (bs), Благају, Потоцима код Мостара и у Мостарском Блату. Ближи рођаци Мехмед-паше Соколовића подижу велики број објеката широм Босне, међу њима два моста Ферхад-паше Соколовића у Бањој Луци и један његов мост на Уни у Босанском Новом, затим мост Мехмед-пашине сестре Шемсекадуне у Бањој Луци, мост његовог зета Синан-бега Бољанића преко Лима у Прибоју и на ријеци Јањини, док мостови у Горажду и Старом Рудом су вјероватно задужбине Кара-Мустафа-паше Соколовића. [...] Петнаесто и шеснаесто стољеће бијаху доба најснажније турске инвазије, највећег економског просперитета (укључујући и велике ратне плијенове), а уједно и доба најинтензивније урбанизације старијих насеља у нашој Републици. Није чудо да управо у шеснаестом стољећу настају и најзначајнија архитектонска остварења цијеле епохе, па и највећи и најљепши мостови. [...] | ” |

Турци углавном преузимају старе комуникационе правце зацртане још у доба Римљана, а коришћених и у средњем веку, али је стратешки и привредни значај ових комуникација добио оријентацију у готово супротном смеру те је у складу са тим дошло и до промена у мрежи путева. У новим условима исходишна тачка постаје центар царства — Цариград, а основни путни правац постаје Цариградски друм. Указујући на ову промену и њене реперкусије на Подриње и изградњу нових мостова, Челић и Мујезиновић наводе:
| „ | [...] Може се рећи да су Турци, углавном, искористили старе комуникационе правце, зацртане још у добар Римљана, искориштаване и у току средњег вијека. Иако је стратешки и привредни значај ових комуникација у новим условима добио оријентацију у готово супротном смјеру од првобитног римског, то ипак не значи да су биле нужне кардиналне промјене комуникационе мреже. Наступа ера прилагођавања, при чему се одступања запажају првенствено у детаљу, у укључењу нових насеља на основне комуникационе правце. У доба Римљана исходишта комуникационог система на нашем терену била су, како смо то већ видјели, Салона и Нарона, а магистрале воде према сјеверу и сјевероистоку, док се трансверзале формирају приближно паралелно с Јадранским морем. У новим условима исходиште постаје центар царства тј. Цариград, а основни правац тзв. цариградски друм и тај се приближно поклапа с римским комуникацијама од Вишеграда преко Рогатице до Сарајева, те, даље, преко Кисељака и Травника на Јајце и Бању Луку. Држећи се ријечних токова, као и ранијих путова, од ове основне саобраћајнице одвајају се комуникације долином Дрине, долином Босне, те долином Врбаса, Сане и Уне, а према југу преко Фоче и Гацка на Требиње и Дубровник, преко Коњица и Мостара ка ушћу Неретве, преко Ливна и Дувна на Сплит. Такођер се и други дијелови трансверзала, као и поједини вицинални путеви, дјеломично или у потпуности уклапају у нову мрежу. Битна разлика широко сагледаног комуникационог система турског периода у односу на римски лежи у промјени исходишта, у његовом пребацивању с обале Јадрана на исток — на Вишеград и Фочу (односно Цариград у крајњој тачки), — а девијације и промјене првенствено су резултат преоријентације на ново исходиште. Сва већа насеља директно се укључују у овај систем и сви важнији мостови су његов саставни дио. Можда има истине у легенди која каже да је Фатих превео војску газом преко Дрине, али убрзо затим долази до градње читавог низа мостова. [...] | ” |

- Примери османске мостоградње из XVI века на простору Босне и Херцеговине
- Панорама Бањалуке пре аустријске окупације Босне и Херцеговине. Напред се види мост Ферхад-паше Соколовића.[17][18][19] Мост је подигнут нешто пре 1587. године, два пута обнављан у XVIII веку, није познато када је срушен.[20]
- Мост султана Сулејмана на Врбасу у Доњем Вакуфу, фотографија из 1933. године. Мост је уништен у Другом светском рату.[21]
- Арсланагића мост на Требишњици у Требињу. Пре садашње мост је до 1966. године стајао на другој локацији, потопљеној изградњом акумулационог језера, те 1972. године дислоциран на садашњу.[22] Утемељитељ моста је Мехмед-паша Соколовић.[23]
- Карађоз-бегов мост на Буни у Благају. Мост је градио Заим хаџи Мехмед-бег средином XVI столећа.[24]
- Козја ћуприја на Миљацки, на путу из Сарајева за Прачу и Дрину. Лоциран на Цариградском друму, вероватни утемељитељ моста је Мехмед-паша Соколовић.[25]

### Градитељ моста
У старијим записима и путописима нема никаквих података о градитељу и времену изградње моста на реци Жепи, нити је на мосту остао сачуван текст са тарихом који би могао дати прецизне информације о времену и градитељу овог објекта. Као и за већину грађевина са ових простора, у народу су остале сачуване многе легенде и предања. Тек једна легенда, забележена почетком 20. века, уз архитектонску анализу објекта — како истичу Челић и Мујезиновић — даје подлогу за одређене, доста чврсте претпоставке о градитељу. Легенду је забележио аустријски писац Роберт Михел (de), а говори о томе како је један од ученика градитеља који је саградио мост на Дрини у Вишеграду, славољубив и вешт у свом занату, хтео да својим делом надмаши рад свог учитеља. Ученик је кренуо низ Дрину и на месту где се Жепа између брда пробија и улива у исту, премостио је каменим сводом са стене на стену. Када је касније мајстор учитељ угледао ово изванредно дело, спопао га је бес па је ученику одсекао обе руке. Апстрахујући елементе легенде у којима се говори о учениковој побуди и казни која га је стигла, двојица истраживача закључују да би легенда могла садржавати неке конкретне чињенице:
- Мост на реци Жепи је настао непосредно након градње Моста Мехмед-паше Соколовића  у Вишеграду;[2]
- Мост на реци Жепи је саградио ученик градитеља моста у Вишеграду, тј. Мимара Синана;[2]

Разрађујући прву од ове две тезе, Челић и Мујезиновић, а у вези откривања разлога, времена изградње и утемељитеља моста на Жепи, закључују да је мост настао након изградње ћуприје у Вишеграду, на једном од саобраћајних кракова који прилазе овом мосту, и то у последњој четвртини XVI века, а да је највероватнији утемељитељ моста исти као и утемељитељ Вишеградске ћуприје — велики везир Мехмед-паша Соколовић. Датирање изградње у задњу четвртину XVI века подржава и грађевински инжењер Милан Гојковић. Како истичу Челић и Мујезиновић:
| „ | Први од горња два податка уклапа се у хипотезу коју смо раније споменули, то јест да су мостови много мање задужбине, а више објекти које подиже држава преко својих најодговорнијих функционера у склопу одговарајућег система комуникација, наново уређених или реконструисаних. У таквом концепту ћуприја у Вишеграду била је кључни објекат који је Босну везао са истоком; његовом изградњом створила се потреба за другим мостовима на саобраћајним краковима који прилазе Вишеграду. Оваква концепција навела нас је да сматрамо као могућу и Михелову претпоставку да је Мехмед-паша Соколовић, легендарни Мехо, утемељитељ Козје ћуприје више Сарајева. Зар није још реалније мост на ушћу Жепе гледати у склопу тог великог подухвата сређивања комуникационог система? Било би, дакле, сасвим могуће и вјероватно да је утемељитељ и овог моста Мехмед-паша Соколовић и сасвим је реално да му је вријеме настанка задња четвртина стољећа. Као потврду за речено напомињемо да је сачувана и предаја, коју нам биљеже Ренер-Великановић, по којој је и ово Соколовићев мост. | ” |

Челић и Мујезиновић реферишу на путопис немачког новинара и публицисте Хајнриха Ренера, насловљеног „Херцег-Босном уздуж и попријеко” и објављеног 1900. године, у ком се наводи предаја према којој је Соколовић утемељитељ моста:
| „ | [...] Напослије стигнемо на неку стазу, што је преостала од зидане цесте, и ту нам пуче пред очима диван видик. Усред пустоши диван каменит мост прелази жепску гудуру у једном јединцатом смионом луку. Доље у дубини ваља дивљи горски поток своје бучне таласе у Дрину, а горе ти људска творевина показује, како су некада Турци градили. Мехмед паша Соколовић саградио је овај мост, ваљда у исто доба, када и вишеградски, те још и данас иде овуда, макар како да је рђав јахаћи пут, главна веза дринског побрежја. [...] | ” |

Када је о другој тези, тј. питању расветљавања градитеља реч, Челић, Мујезиновић и Гојковић су мишљења да је врло вероватно да је мост саградио један од ученика великог Мимара Синана, можда Мустафа-чауш — Синанов човек од поверења који је радио као надзорник на мосту у Вишеграду. Како истичу Мујезиновић и Челић:
| „ | Што се тиче претпоставке да га је градио један од ученика Коџа Мимар-Синанових и она нам се чини сасвим реалном. Велики градитељ је у ово доба већ у дубокој старости, али зато опкољен великим бројем најквалитетнијих сарадника, који су прошли његову школу и који реализирају преко три стотине објеката према концепцијама свог учитеља. Сигурно да Мимар Синан није сједио у Вишеграду у току градње ћуприје на Дрини, већ ју је конципирао и реализацију препустио неком од својих сарадника у кога је имао повјерење. Из докумената који су повезани са Синаном, јавља се име извјесног Мустафе-чауша, човјека од Синановог повјерења. Зашто да не претпоставимо да је истом човјеку повјерено да сам, према својим концепцијама, реализира један релативно мали мост, на споредном саобраћајном краку који је водио низ Дрину. Архитектонске карактеристике и квалитете овог објекта говоре да се, заиста, ради о градитељу великих способности, и то не о таквом који је као полуприучен израстао из народа, већ о човјеку који је прошао највеће школе и савладао градитељско умијеће свога времена на највишем нивоу. Поједини формални елементи, као што је линија лука и начин зидања, веома су блиски детаљима са вишеградског моста, што говори у прилог претпоставци да је исти човјек радио претходно на ћуприји на Дрини, или да је барем изашао из исте школе. Уједно, та сродност елемената је и доказ више за његово датирање с концем стољећа. | ” |

На стилску сличност лука моста са луковима моста у Вишеграду указује и архитекта Маја Росо Поповац у свом истраживању једнолучних мостова на простору БиХ.
Друга легенда везана за мост на Жепи говори о везиру Јусуфу који је родом из овог краја и који је наложио изградњу и о италијанском градитељу коме је поверена изградња. Писац Иво Андрић је, проминентно, ову легенду књижевно обрадио у својој приповеци „Мост на Жепи”. Гледајући легенду у светлу реалних чињеница, Челић и Мујезиновић наводе да она њима није поткрепљена, тј. двојица истраживача нису могли нити да идентификују везира Јусуфа, нити су на мосту запазили било шта што би могло да упућује на италијанског мајстора, те стога, као напоменуто, одричу легенди базираност у стварним чињеницама. Премда у старијој литератури нема пуно помена мосту на Жепи, у новијој литератури мост је више присутан, изазивајући одушевљење и будећи машту посматрача. Осим Хајнриха Ренера, и већ споменути преноситељ једне од легенди, аустријски писац Роберт Михел је такође изнео свој дојам моста. Наводећи да је мост вероватно саграђен у исто време и од истог градитеља као вишеградска ћуприја, осим тога даје и свој естетски суд: „Неколико корака даље стадосмо пред дубоким коритом Жепе и видјесмо сасвим близу пред нама красан камени свод, који је водио на другу страну провалије. У оваквој дивљини једно племенито грађевинско дјело оставља двоструко дубок утисак. Једва је могуће разазнати на стјеновитом усјеку провалије гдје почиње грађевина; из брдских стијена израста готички камени лук тако хармонично да би се могло повјеровати да су стијене саме од себе премостиле провалију.”

### Избор локације
Као већ напоменуто, мост се налазио на старом путу који се у Вишеграду одвајао од Цариградског друма и ишао низ Дрину, њеном левом обалом, на месту где је тај пут пресецао реку Жепу, готово на самом њеном ушћу. Мост је на овом месту саграђен искључиво због регионалних саобраћајних потреба, усамљен, без и једног објекта у његовој близини. Иначе сам Цариградски друм је, као напоменуто, за Османско царство била најважнија путна комуникација на Балканском полуострву под њиховом управом и својом трасом је пратио експанзију царства према средњој Европи, те му је у том смислу од стране државе поклањана одговарајућа пажња.

Стари градитељ моста на Жепи је такође водио рачуна о избору датог локалитета за мост са аспекта оптималног постављања и решења моста. Како истиче истраживач Милан Гојковић:
| „ | [...] Постављајући питање — да ли су стари градитељи и колико водили рачуна о избору места за мост са аспекта које користи савремена мостоградња — преко низа до наших дана очуваних мостова добија се потврдан одговор. Богати фонд инжењерског наслеђа ове врсте у нас и њихов однос према карактеру попречног профила препреке уверава да су древни неимари и те како водили рачуна где ће се направити мост. Локалитети већине мостова указују да је профил премошћавања усвојен на бази интегралног сагледавања карактеристика речног тока и облика његовог корита на већој дужини, да је бирана и усвојена она локација која је пружала, према њиховим схватањима, услове за оптимално постављање и решење моста. Код изразито стеновитих попречних профила, профила који су иницирали решење моста у једном отвору (примери Мостара, Жепе и других мостова), усвајане су оне локације које су давале могућност, с обзиром на ширину и висину профила, да се корито реке премости једним отвором. [...] | ” |

Мујезиновић и Челић истичу да је нарочито код моста на Жепи лук имао карактер разупоре две обале, а у контексту темељења моста. Како истичу:
| „ | [...] Код избора мјеста за мост на један свод управо је због тога било посебно важно да се нађе такав положај гдје на обје обале постоји чврста стијена, која може прихватити косе силе у своду. Бочни притисак био је, дапаче, важнији од вертикалног, мост је између двије стјеновите обале дјеловао својим косим напрезањима више као разупора него као нормалан терет. Што је распон већи, то су и силе веће, па је и проблем њихова прихватања у темељним стопама озбиљнији. Само чврст масив стијене са једне и друге стране био је гаранција стабилитета, а бочни притисак, како смо већ констатирали, важнији од вертикалног. Карактер лука као разупоре између двије обале нарочито је уочљив код моста на ушћу Жепе, чија конструкција почиње високо изнад кањона, у стијенама које се готово вертикално дужу у вис. Реализација мостарског моста не би била уопште могућа да десно и лијево није било каменог масива, а подзиде и крила моста првенствено треба схватити као заштиту темељног масива од бујице, а не као директну темељну конструкцију. [...] | ” |

Иначе, дајући свој естетски суд о локацији, Челић и Мујезиновић истичу да је мост био саграђен у „изванредно пластичном планинском пејсажу овог дијела Босне”.

## Опис моста
| „ | Без претјеривања се може рећи да је мост на ушћу Жепе спадао међу најљепша и најелегантнија остварења своје врсте у нашим крајевима. Ако је легендарни ученик горио од жеље да превазиђе учитеља, не може се рећи да то није на свој начин и постигао. Мост на Дрини импонира својом величином, својом стилском и техничком дотјераношћу, мостарски мост нас задивљује својим распоном и елеганцијом, но, ако се сложимо да величина није битан услов за монументално дјеловање, сложићемо се и у констатацији да је ово дјело до те мјере окамењена поезија да само по врсти и намјени спада у домен утилитаристичких градњи, док је снагом и љепотом свог израза апстрактна пластика највишег домета. Коментар исламолога Мехмеда Мујезиновића и архитекте Џемала Челића у њиховој књизи „Стари мостови у Босни и Херцеговини” из 1969. године | ” |

Стрме, скоро вертикалне обале Жепе и уска клисура кроз коју се пробија река су, као напоменуто, условиле мост са једним отвором, засведеним преломљеним луком распона 10,20 метара. Укупна дужина моста је 21,60 метара, са нивелетом у паду, лево и десно од темена свода (око 4%).
Тип нивелете код моста на Жепи, као и код многих османских мостова са једним отвором, је асиметрична конвексна нивелета. Овакав облик нивелете је узрокован разликом у котама обала тј. приступних путева. Иначе, величина отвора свода и његова стињеност, заједно са његовом дебљином и испуном у темену, котама пута на обалама и потребном величином протицајног профила која је диктирала коте опораца, те положаја ослоначких спојница свода — утицали су на величину нагиба нивелете. Гојковић истиче да је ово био разлог варирања нагиба нивелете на групацији османских мостова са једним отвором које је он анализирао. Тако нагиби нивелете варирају од 28% код Јелен моста (mk), до 24% код моста у клисури призренске Бистрице (sq) и 22% на Старом мосту у Мостару, па све до хоризонталних нивелета као код мостова у Кратову у Македонији (Чаршијског (mk), Грофчанског (mk) и Јокширског моста (mk)) и других мостова.
Чела свода чине преломљени шиљати лукови са узводне и низводне стране, чија је висина 6,5 метар, мерено од базе засвођене конструкције. Радијус је 6,70 метара, а ексцентритет центара закривљености износи од вертикалне оси 1,60 метара на обе стране. Дебљина свода моста је 75 центиметара.  За поређење и као доказ стилске истоветности моста на Жепи и оног у Вишеграду, Челић и Мујезиновић констатују да је распону свода моста на Жепи најближи први свод уз леву обалу моста у Вишеграду (10,70 метара). Дебљина свода код вишеградског моста је 85 cm наспрам 75 cm код овог, ексцентритет центара закривљености на вишеградском мосту варира и износи максимално 106 cm, наспрам 160 cm на мосту на Жепи. Код моста на Жепи је виша стрела преломљеног лука била нужна због нивелете пута, који је лежао високо над провалијом.
Као и код већине османских мостова, и код моста на Жепи, конструкција свода је наглашена архиволтом — њен облик у вертикалној равни идентичан је са обликом екстрадоса свода и у диспозицији моста има задатак да нагласи облик и визуелно смањи дебљину свода, као и да диференцирањем површина, чеоних зидова и чела свода, обогати естетске квалитете моста у целини. На мосту на Жепи ариволта је формирана од једног слоја обрађеног камена плочастог облика.
Попречни пресек моста је правоугаоник, и мост на Жепи — заједно са Старим мостом у Мостару, мосту на Увцу и мосту на Ријеци Црнојевића — има најмањи однос дебљине чела и ширине свода, између 4 и 5, од свих османских мостова на простору бивше Југославије. Како је ширина свода директно зависна од ширине моста, а ова пак од значаја и величине моста, премда, како истиче Гојковић, нема одређене правилности у избору ове две ширине, јасно је да је код мостова на главним и за османску експанзију битним саобраћајницама ширина моста, а самим тим и свода, била релативно велика, и обрнуто.
Највиша тачка интрадоса уздигнута је изнад нормалног водостаја за око 12 метара, док је коловоз, укључивши дебљину свода и горњег строја за 1,55 метара виши.
Коркалук моста, који је на мосту пре реконструкције био сачуван само делимично, имао је висину 90 cm, па је тако највиша кота моста над нормалним водостајем износила око 14,5 m, што је у пропорцији са распоном отвора, како истичу Челић и Мујезиновић, „давало специфичан дојам грађевине која стреми небу под облаке”.
У апсолутним мерама (надморска висина), ослонци моста су се налазили на коти 273,80, коловозна конструкција на коти 281,60, док је дно корита реке Жепе било на коти 268,60 m.
Мост на Жепи је директно фундиран на квалитетном, стеновитом материјалу на површини терена.
Свод и чеони лукови моста конструисани су од клесанаца седре чије димензије, осим висине, нису биле уједначене. Чеони зидови моста рађени су од правилних квадера вапненца димензија од 15 x 20 па до 50 x 140 cm, на неким местима и више. Слојеви слагања камена нису идеално хоризонтални, мада се уочава да су одступања од хоризонтале била минимална. У конструктивном смислу, у слојевима се смењују уздужњаци и вежњаци, чиме је градитељ постигао јединственије деловање облоге чеоних зидова са језгром моста које је сачињавала комбинација ломљеног камена и вапненог малтера. Иначе, у увид испуне моста се дошло током његове демонтаже и премештања на другу локацију, а исту испуну од лепо сложеног ломљеног камена у кречном малтеру од крупнијег песка су, како наводи Гојковић, имали и Арсланагића мост у Требињу, те делимично срушени мостови у Призрену, Врању и још неким локалитетима. Спојнице између камених блокова су биле правилне и радијалне, минималне ширине. Биле су попуњене вапненом жбуком. По површини су највећим делом биле калцифициране. Квадери су према унутрашњој страни само приклесани. Већим делом су по хоризонталним
слојевима повезани кламфама од кованог гвожђа заливеног оловом. Овакве везе нису успостављене по вертикали.
Чеони зидови су у висини стазе завршени венцем једноставне профилације. Гојковић истиче да је тип венца који је присутан на мосту на Жепи, а који се састоји из — просте профилације, вертикале и косе равни — присутан и на мосту у Мостару, Требињу, мосту у Блажују (bs), мосту у Клепцима (bs) и другим мостовима. (в. испод) Сама стаза је имала незнатни успон према центру који је, као напоменуто, износио око 4%. У целини је била калдрмисана калдрмом од облутака камена („турска калдрма”).
У мосту није пронађен никакав систем хидроизолације. Коркалук је био причвршћен на хоризонтално положене широке плоче венца помоћу гвоздених трнова и олова. Плоче коркалука су са горње стране биле међусобно повезане железним пијавицама и заливене оловом. Коркалук ограда је иначе била најчешће примењивана конструкција ограде у османској мостоградњи шеснаестог века.
Мост је изгледао и сада изгледа као разупора између две готово вертикалне стеновите обале. На његовој изворној локацији, десна обала је била веома стрма, док је лева у свом горњем делу, имала профил у косини, под углом од око 46 степени. Налазећи опорце директно на стрмим стенама и на различитим висинама, уз одређену асиметричност чеоних зидова (што је посљедица различитог пада обала), мост је, како истичу Челић и Мујезиновић, изгледао као да органски израста из стена док кључни камен свода оставља дојам крхке копче на судару двеју геометријских израслина.
Гојковић експлицитно изражену симетрију моста наводи као једну од његових од најважнијих естетских одлика — она изазива осећај мирноће, спокоја и уравнотежености, а посебно билатерална симетрија утиче да се призор моста без много напора упамти.
- Фотографија моста из новина „Борба” од 29. јуна 1966. године, пред само премештање на нову локацију;[59]
- Црно-бела фотографија моста на новој локацији, објављена 1969. године.[60]
- Мост фотографисан јула 2016. године, видљива је пукотина на десном чеоном зиду;
- Калдрмисана стаза моста и коркалук ограда, мај 2018;
- Изглед моста након што је постављена стабилизујућа скела зиме 2016. године,[61] мај 2018;

### Облик свода
Преломљени  или оживални облик свода, примењен на мосту на Жепи, је за разлику од полукружног облика свода који је најчешће заступљен у османској мостоградњи, примењен на малом броју грађевина — свега седам мостова до данас очуваних на простору бивше Југославије, као и на мостовима Коџе Мимара Синана и његових следбеника. Како наводи Гојковић:
| „ | [...] Оживални облик свода такође је примењиван у средњовековној мостоградњи. Најкарактеристичнији примери мостова са оваквим обликом свода су мост у Вишеграду и мост на Жепи, мостови у Кратову, Коњицу и други, као и мостови Коџе Мимар Синана и његових следбеника. Јављају се два варијетета: чешћи, са оштрим преломом у темену свода и са заобљењем, на релативно малој дужини, по кривини кружног лука. Стињеност оваквих сводова варира од 1/1,97 (мост на Увцу) до 1/1,47 (Грофчански мост у Кратову). Иначе, у принципу, положај центара кривине интрадоса уклапа се у пропорцијски систем квадратуре, односно триангулатуре, и скоро редовно је у равни опораца свода. И у случајевима када су центри кривине испод равни опораца уклапају се у наведене пропорцијске системе. (в. испод) [...] | ” |

У групу споменутих османских мостова са преломљеним обликом свода, осим моста на Жепи, спадају: мост на Увцу, Вишеградска ћуприја, мост у Коњицу, Јокширски мост у Кратову, мост на Љубовиђи, Грофчански мост, као и Синанови мостови — мост Бујкчемеџе, мост у Лилебургазу, сарајски мост у Једрену, мост Капиагаши и мост у Алпулу.

Челић и Мујезиновић у својој анализи моста на Жепи истичу да је његов „елегантан шиљати лук форма врхунских достигнућа једног грађевинског умијећа на кулминацији”. Стављајући ову архитектонску карактеристику моста у шире грађевинске и уметничке прилике тог времена, наводе:
| „ | [...] Турци су овим крајевима, доносећи стандардне облике тада већ устаљене монументалне османлијске архитектуре, афирмисали и турски преломљени лук. Преломљени лук познавала је и готика, али је број готичких објеката код нас незнатан и таква конструкција није током средњег вијека могла продријети у домаћу народну традицију. Преломљени лук има по правилу, два центра закривљености, висина лука је већа од половине распона, а издуженост висине овиси о већем или мањем ексцентрицитету закривљености од симетрале основице. [...] Чак и сасвим површан преглед материјала са сачуваних камених мостова у Босни и Херцеговини показаће нам да се преломљени лук релативно ријетко употребљавао. Примијењен је код моста на Жепи на вишеградском, коњичком... На огромној већини објеката искориштен је, напротив, полукружни лук, евентуално непотпун полукруг па би смо га, готово, могли узети као основно правило. Примијетићемо, међутим, да је преломљени лук употријебљен управо на највећим, најскупљим, на технички најдотеранијим градњама; знамо, односно претпостављамо да су их реализирали водећи архитекти царства — према томе, то су форме врхунских достигнућа једног грађевног умијећа на кулминацији. То је, дакле, стил највишег укуса коју доноси Дар-ул-хендесе — Кућа инжењерије, претеча турског Техничког универзитета, основана под руководством градитеље вишеградског моста управо исте године кад је један од његових најталентиранијих ђака завршавао мостарски мост, на коме ипак није примијењена преломна већ полукружна линија лука. | ” |

Преломљени луке се, иначе, осим у овој, споменутој, форми — једноставног преломљеног лука — у османској архитектури друге половине шеснаестог столећа примењивао и у још једној форми преломљеног лука — код којег чист полукруг, почев од 60 степени навише са једне и друге стране прелази у тангенту и тангенте се секу на симетрали лука. Овај тип преломљеног лука је највише задовољавао укус турског архитектонског умећа на његовој кулминацији, али се сумњало у његову конструктивност, па се зато углавном користио за мање распоне над тремовима џамија и прозорима, а у мостоградњи само изнимно.
- Мост Мехмед-паше Соколовића на Дрини у Вишеграду.
- Мост Бујукчемеџе (en), на старој траси пута Истанбул — Једрене, последње је остварење великог Мимара Синана. Грађење моста је завршено за време Султана Селима II. Облици сводова су оживалног облика, а на неким местима благо преломљени полукружни свод.[68][69]
- Мост Мехмед-паше Соколовића (tr) у Лилебургазу у Турској. Синан је, на путу Једрене — Истанбул, мост градио као задужбину најпознатијем Соколовићу, у XVI веку.[70][71]
- Синанли ћуприја (tr) у Алпулу (en) у Турској. Налази се на путу Алпулу — Хајраболу (en) који је водио од Истанбула у Румелију. Име носи по свом градитељу Синану. Поједини истраживачи претпостављају да је мост задужбина Мехмед-паше Соколовића. Спада у најлепша Синанова мостовска остварења.[72][73] Фотографија из 1970 године.
- Капиагаши (Харамидере) мост (tr) преко реке Харами у Истанбулу. Река Харами је премошћена мостом са три отвора, засведеним сводовима преломљеног облика.[74][75]
- Сарајски (дворски) или Султанов мост (tr) у Једрену (en). Мост премошћује реку Тунџу са четири отвора.[76][77]
- Мост преко реке Љубовиђе. Мост је на старом путу који је спајао Ваљево са долином Дрине, између Љубовиђе и Пецке. Нема података када је саграђен, али због интензивности коришћења ове саобраћајнице у турско доба, те архитектонских карактеристика, претпоставља се да су га направиле Османлије.[78]
- Мост на реци Увац у селу Жвале, на старом путу од Хрватске, преко Босне ка Косову. Мост је имао три свода различитих величина од којих су два срушена, претпоставља се да су га саградиле Османлије у шеснаестом веку.[79] Потопљен је изградњом акумулационог језера 1977. године.
- Стари мост (bs) на Неретви у Коњицу (ФБиХ). Мост је срушен 1945. године приликом немачког повлачења,[80][81] а обновљен 2009. године.[82]
- Грофчански мост (mk) у Кратову у Македонији. Мост, који премошћује Табачку реку (mk), се налазио на старом путу од Софије, Ћустендила и Штипа до Скопља. Мост је на два отвора и уклопљен у комплекс околних стамбених зграда.[83]
- Јокчиски мост (mk) у Кратову, на истој реци и траси пута као и Грофчански мост. Премошћује реку са једним отвором.[84]

### Венац
Линије, архитектура и конструкције венца код већег броја мостова из османског периода су, како истиче Гојковић, доста значајан и утицајан елеменат у архитектури и конструкцији целине и поседују одређене карактеристике. Осим конструкцијског значаја као завршни елемент чеоних зидова имају и велики утицај на естетику моста — заједно са конструкцијом ограде и њеним контурама подвлаче линију ограде тј. раван коловоза и заједно са линијама свода дају архитектонски карактер грађевини. Према типологији коју је разрадио овај истраживач, као већ напоменуто, тип венца код моста на Жепи је тип који подразумева просту профилацију, вертикалу и косу раван, а осим на жепљанском, заступљен је код Старог моста у Мостару, Арсланагића моста у Требињу, мосту у Клепцима, мосту у Блажују, Козјој ћуприји код Сарајева и мосту у Тетову.
- Венац моста на Жепи
- Мост у Клепцима (bs) на Брегави код Чапљине (ФБиХ), поглед на ограду и венац који је сличан са мостом на Жепи;
- Мост у Пландишту (bs) на Босни код Блажуја (ФБиХ), типски истоветан венац као код моста на Жепи;
- Венац мостарског Старог моста, фотографија од септембра 1964 године;
- Венац Арсланагића моста у Требињу, август 2016;
- Венац Козје ћуприје на Миљацки код Сарајева, фебруар 2023. године;
- Мост преко Вардара (mk) код Тетова  у Македонији, дужине око 63 метра. Градња моста се везује за име Абдулрахман паше.[86] [јул 2010 год.];

### Пропорцијски систем
Код моста на Жепи је, како истиче Гојковић, заступљен систем пропорционисања на бази квадратуре, нешто сложенијег типа, а овај систем пропорционисања на бази квадрата је иначе био заступљен код османских мостова са једним отвором, премда, посебно код оваквих мостова где је величину отвора свода диктирала величина и карактер препреке, систем пропорционисања је био без великог значаја. Он је тек код већих мостовских конструкција, веће дужине и на већим речним токовима, овај начин рада је долазио до изражаја. Контекстуализујући ову појаву у османској мостоградњи, проф. Гојковић истиче:
| „ | Анализом већег броја средњовековних мостова закључено је да у композицији ових грађевина постоје одређени пропорцијски односи. Задатак је постављен тако што је декомпозицијом требало наћи којим су се све принципима руководили древни неимари приликом „пројектовања” и грађења својих конструкција, односно који односи и пропорције постоје на старим каменим мостовима и на основу чега су тако усвојени. Као што је познато, пропорцијски односи једне грађевине могу се изразити двојако — тражењем модуларне вредности у виду рационалних бројева или повлачењем геометријских потеза који треба да укажу на пропорционалну повезаност појединих елемената са целином. На први начин добија се модуларни склоп композиције, а другим њен пропорцијски дијаграм, односно геометријско тумачење пропорцијског система. Приликом постављања пропорцијске схеме може се поћи или од модуларних величина или од пропорцијских схема и преко ње постепено изводити модуларни бројеви. Како се овде ради о мостовским конструкцијама, у многим случајевима реализоване под неповољним околностима и уз неминовне грешке и одступања током грађења, ближе је истини ако се да предност графичкој методи и преко ње контролишу измерене, односно изведене величине на једној конструкцији. Приложене пропорцијске схеме (прилози и илустрације) указују да се на великом броју објеката, или боље речено на њиховим вертикалним пројекцијама, понавља једна основна форма, форма матрица, и да се сви остали елементи уклапају у форме и облике сличне основној у одређеној пропорцији. Све те по величини различите али по облику сличне форме, које саме за себе нису ни лепе ни ружне, уклапају се по одрешеном закону у хармоничну целину диспозиције. На основу овога и свега напред реченог може се дати одговор на питање како су стварали, којим су се принципима руководили приликом „пројектовања” и грађења и која је била основна поставка — начело у одликовању средњовековних мостовских конструкција на Балканском полуострву. У савременој мостоградњи постоји низ принципа за одређивање димензија појединих елемената и целине. Сви ти принципи заснивају се на одговарајућим статичким и другим прорачунима и условима препреке која се премошћује. Међутим, градитељи камених мостова за те и такве принципе нису знали и сва своја димензионисања и обликовања базирали су на пропорцијским системима. Пропорцијски системи били су средство да се утврди међусобни однос елемената и њихов однос према целини, начин да се одреде контуре и обриси моста и гаранција за потребну статичку стабилност, а уз сву потребну функционалност. Естетски садржај који се добијао оваквим начином рада био је несумњив. С обзиром на композицијски карактер анализираних мостова, посебно оних са више од три отвора, основна — коришћена пропорцијска схема је изломљена линија са елементима у нагибу од 45° и теменима — доњим, углавном на истој коти и са горњим теменима на променљивим висинама — котама. Изломљена линија је трасирана између хоризонталне равни — линије у висини венаца на стубовима, односно линије у равни опораца сводова и линије у равни круне чеоног зида, односно равни нивелете. Како је нивелета на већини мостова у нагибу, кад већем кад мањем, то је нагиб нивелете код једне овакве схеме условљавао хоризонтално растојање стубова — величину дијагонале квадрата. Дакле, низ за 45° окренутих квадрата променљиве величине и са дијагоналама на хоризонтали, у равни опораца сводова, и лимитираних са две праве линије, чине основу пропорцијске схеме. Полазни квадрат налази се скоро редовно на и око средине моста, односно испод конвексног прелома нивелете. Овако формирана основа вертикалне пројекције, основа пропорцијске схеме, са дужинском градацијом дијагонале квадрата која је директно пропорционална усвојеном нагибу нивелете односно круне чеоног зида, јасно је прожета геометријским духом једне хармонијске пропорције. [...] [...] У једну овако постављену схему пропорционисања, проистеклу из усвојене равни опораца сводова и облика и карактера нивелете, а у зависности од величине, облика и карактера попречног профила и нивоа великих и катастрофалних вода, на месту централног дела диспозиције, односно главног отвора моста, постављен је круг, квадрат или правоугаоник одређених карактеристика. Преко ове основне геометријске фигуре, уклопљене у основни пропорцијски систем, деобом и пропорционисањем одређиване су димензије и пропорцијски односи појединих елемената међусобно и у односу према целини. Декомпозицијом целина и детаља из наведене групације мостова добијена је потврда да су стари градитељи тако стварали да им је то био основни принцип приликом „пројектовања” и димензионисања. [...] | ” |

Стављајући мост на Жепи у овај контекст, Гојковић наводи:
| „ | Пропорцијски дијаграми за мостове са једним, два и три отвора нешто су једноставнији, али се такође уклапају у систем квадратуре, односно триангулатуре. [...] Код мостова са једним отвором систем пропорционисања на бази квадратуре заступљен је на мостовима у Мостару, нешто сложенијег типа на мосту на Жепи, систем квадратуре резултира и из концепта моста у Клепцима, Ливну и многих других, посебно у случајевима када је корито реке премошћено једним сводом полукружног облика. И на крају треба подвући да је систем пропорционисања код мостова са једним и два, а у неким примерима и са три отвора, био без посебног значаја. Величине отвора сводова диктирала је величина и карактер препреке, тако да је градитељ тиме био спутан у својим хтењима. Димензије сводова су углавном биле диктиране и условљене величином препреке. Тек код већих мостовских конструкција, код мостова знатне дужине и углавном на већим речним токовима, долазио је до изражаја овакав начин рада. [...] | ” |

- Мост на Думану (bs) преко Бистрице у Ливну (ФБиХ). На мосту је примењен сличан пропорцијски систем као моста на Жепи;
- Мост у Клепцима код Чапљине;
- Стари мост у Мостару, 1932. година;

## Новија историја

### Пренос моста на нову локацију
Далеко од насеља и савремених путева, мост на Жепи је деценијама стајао изван употребе и својом лепотом и присутношћу задивљавао ретког намерника. Солидношћу градње је добро одолевао зубу времена. Овакво стање је трајало све до изградње хидроелектране Бајина Башта, која је запечатила његову судбину, као што је угрозила и вишеградски мост. Акумулационо језеро настало изградњом бране је на месту где се мост првобитно налазио подизало ниво воде за десетак метара изнад највише коте моста. Изградња хидроелектране и њено угрожавање моста је получило бројне дискусије и састанке у вези са судбином моста. У југословенској штампи су излазили новински чланци који су говорили да ће мост бити потопљен, тј. о невољкости Дирекције хидроелектране да се мост спасе, те о подршци историчара, архитеката и уметника у прилог спасавању и оптужбе од Завода за заштиту споменика у Сарајеву упућеној Дирекцији за не сарадњу у циљу спасавања моста. Мишљење је изнео и писац Иво Андрић који је, на упит становника овог подручја да интервенише у циљу спасавања моста, дао двосмислен одговор да ли мост треба заштити или, ради уштеде оскудних средстава, потопити. У немогућности да заштите мост на лицу места, у првом реду два надлежна органа, Скупштина општине Рогатица и Завод за заштиту споменика, су инсистирали на демонтажи и преношењу објекта на неку погоднију локацију узводно. Завод за заштиту споменика културе СР Босне и Херцеговине је 9. марта 1966. године издао решење којим је забранио потапање моста на реци Жепи за време док Инвеститор радова не уплати потребна средства за трошкове демонтаже, преноса материјала и реконструкције моста на новој локацији.
Као напоменуто, након многих дискусија и састанака, одлучено је да се мост премести на нову локацију изван домашаја вода акумулационог језера хидроелектране. Главни проблем заштите моста, осим потребних финансија за премештање, се састојао у проналажењу нове локације а да се притом очувају све вредности моста које су постојале и на старој локацији. Након низа анализа и преиспитивања терена, пронађен је сличан профил корита реке Жепе, на удаљености од око 500 метара од насеља Жепа, на месту које се зове Спахин хрид. Том приликом су урађена детаљна снимања профила и
успоредбом са старим профилом констатовано је да се објект готово у потпуности може уклопити на новом месту с тим да досадашња узводна фасада моста постане низводна и обратно, што се постигло заокретањем објекта у односу на смер реке за 180 степени. Како истиче Гојковић: „Приликом дислокације једног моста уопште, посебан проблем је избор новог попречног профила препреке. Овде, у овом примеру, стекао се низ по мост повољних околности. Наиме, нађен је профил на истој реци и у близини примарне локације, конфигурација обала и профила практично је адекватна старој, и нађена је мосту чак и садржајнија функционалност него што је то био случај на првој локацији. После усвајања нове локације извршена су сва потребна снимања и израђени су пројекти демонтаже и реконструкције моста (на новој локацији).”
Пре него што су били осигурани материјално-финансијски услови за послове демонтаже моста, општина Рогатица је, у сарадњи са Заводом за заштиту споменика БиХ, ангажовала пројектантску организацију – Завод за испитивање материјала и конструкција Грађевинског факултета у Сарајеву за израду пројекта демонтаже моста, а касније и пројекта његове реконструкције. Аутор и једног и другог пројекта био је професор Исмет Тахировић. Након што су се стекли услови изабран је извођач радова – Комунално грађевинско предузеће „Стандард” из Рогатице, које је реализовало ове задатке. Тахировић је био тај који је пронашао и споменуту адекватну локацију узводно на реци, на коју је мост и дислоциран.
На лето, у јуну и јулу 1966 године постављена је специјална грађевинска скела (иначе касније кориштена и приликом поновног зидања моста), извршено је означавање појединих тесаника и демонтажа конструкције моста са извлачењем материјала на коту која остаје изнад највише коте језера. Скидање камених фрагмената је обављено врло пажљиво, како не би дошло до оштећења на каменим блоковима услед тврде масе вапненог везива. Пренос фрагмената вршен је коњским запрегама и целокупан процес је трајао око месец дана. Гојковић наводи да су радови на демонтажи били нарочито убрзани, тридесетак дана, јер је већ било започето пуњење акумулације Перућац — одуговлачењем са доношењем коначних одлука о премештању служба Хидроелектране је желела да се мост потопи, а уз то се и пренос демонтираног материјала одвијао по путу непроходном за кретање моторних возила.
Радови на реконструкцији моста су почели августа 1967. године, а завршени крајем септембра исте године. Радови на реконструкцији су извршени на начин да је сваки појединачни елемент конструкције дошао на своје место. Као везивно средство приликом зидања чеоних зидова моста, била је кориштена продужно цементна жбука. Остале везе су урађене на изворни начин. Испуну моста сачињавали су комади ломљеног камена повезани са продужно цементним малтером. Описујући поступак, Гојковић наводи: „Приликом радова заступљени су познати принципи реконструкције ових и оваквих објеката. Наиме, све видне површине озидане су од демонтираног камена, са тежњом да сваки тесаник заузме исто место као и на старој локацији, а све оно што је скривено од ока посматрача сходно начелима и правилима савремене мостоградње.” Надзор реконструкције је вршио Тахировић. Челић и Мујезиновић у својој оцени извршене реконструкције наводе: „Не губећи из вида да заправо више немамо аутентичан споменик у аутентичном амбијенту, морамо бити врло задовољни чињеницом да се нашло снага за потпору настојања да културни губитак буде ипак што мањи.”
Почетком 1968. године, мост је предат на употребу. На новој локацији кота ослонца моста је 405,00 m (раније 273,80 m), кота интрадоса у темену свода 411,50 m, а кота коловоза изнад темена 413,00 m (раније 281,60 m) надморске висине. Овом приликом су извршена статичка преиспитивања моста, пошто су узете у рачун постојеће димензије и материјал, властито оптерећење и покретно оптерећење од 1000 kg/m²
. Иако линије притиска излазе из језгра пресека, искључењем сила затезања максимална напрезања остају у допуштеним границама. Као напоменуто, мост је на новој локацији повезан са локалним сеоским путевима, због чега, у пуно већој мери него на старој локацији, служи својој основној намени.

### Формална заштита
Као напоменуто, Завод за заштиту споменика културе СР Босне и Херцеговине је 9. марта 1966. године издао решење којим је забранио потапање моста на реци Жепи за време док Инвеститор радова не уплати потребна средства за трошкове демонтаже, преноса материјала и реконструкције моста на новој локацији. Просторним планом СР Босне и Херцеговине из 1980. године ово добро је било евидентирано и сврстано у прву категорију као културно-историјско добро.
Комисија за очување националних споменика Босне и Херцеговине је 25. јануара 2005. године прогласила мост на Жепи националним спомеником Босне и Херцеговине. Мост се уједно налази и на списку угрожених споменика коју је сачинила Комисија, а из разлога оштећења његове конструкције. [стање списка од 17. јануара 2019. године] (в. опширније испод); Мост на Жепи је непокретно културно добро Републике Српске.

### Садашње стање
Премда су Жепа и њена околина за време рата у Босни и Херцеговини доживела велика разарања, сам мост, изненађујуће, није уништен. Истраживач Росо Поповац као могући разлог наводи забачену локацију моста  на коју је мост пренет у самој Жепи, као и његову безначајност. Ова ауторка наводи да је мост пак, на почетку рата на овом простору, претрпео пар удара гранатама. Она износи теорију да  велика штета нанета луку и чеоним зидовима (en) моста — премда штета одмах није била видљива на његовој површини, је настала од поготка стена испод лука на којима је мост фундиран, гранатом, што је довело до померања темеља моста. Росо Поповац наводи да, због неприступачности темеља моста и обујности вегетације која их је обрасла, јој није било могуће да потврди тачност ове теорије, али да је према сведочењу очевидаца из Жепе мост био насумично гранатиран, а поједина граната је пала у његову непосредну близину, Овај истраживач истиче да је последично оштећење носећег лука моста које је постало касније видљиво производ ратних дејстава.
Комисија за националне споменике је иначе у својој одлуци из 2005. године утврдила да од момента када је мост предат на употребу након премештања, до времена доношења одлуке, на њему нису примењене мере одржавања, изузев радова на чишћењу самоникле вегетације. Исто тако је утврдила да се на десној страни моста, на висини од око 90 cm испод нивоа коловоза, појавила подужна пукотина дужине око 10 метара, висине око 2 cm, која пролази целом дужином моста и наставља се преко свода. Као највероватнији узрок Комисија је тада констатовала попуштање десног ослонца моста. Такође је истакла да није познато шта конструкцију спречава да потпуно падне. Једна пукотина се, такође, нешто раније појавила на коркалуку моста. У одлуци Комисија је обавезала Владу Републике Српске да изради пројекат санације, рестаурације и конзервације моста, као и његово реализовање. Росо Поповац у свом истраживању десет година касније након доношења одлуке истиче да је висина пукотине између 5 и 8 cm, те да потпуно раздваја девети и десети ред десног (тј. јужног) чеоног зида, као и да је, као изнад напоменуто, носећи лук моста веома оштећен. Она наводи да је информисала надлежне органе власти као и Завод за заштиту културно историјског и природног насљеђа Републике Српске, те да су све инстанце одговориле да немају новца за санацију. Истиче да ће вода временом да испере мало камење и малтер којим је испуњена пукотина што ће да доведе до даљњег померања клесанаца ка доле, као и да ће таложење воде у пукотини, на ниским температурама, и њено претварање у лед још више да је повећава. У циљу предупређења, а након консултација са архитектом проф. Фантом, предложила је јевтину привремену конструкцију која би онемогућила да вода улази у пукотину, али није добила одговор од надлежних институција. У својој студији из 2015. године, овај архитекта је утврдила да је стање моста алармантно и да му прети пад у реку.
Током 2016. године су почели, а у децембру исте и завршени, радови на ургентној стабилизацији моста. Постављена је привремена скела која ће да обезбеди мост и омогући извођење осталих фаза пројекта рестаурације када се за њих обезбеде средства. Новац за стабилизацију моста, у износу нешто више од 62 хиљаде америчких долара, је донирао Специјални фонд америчких амбасадора за очување културног наслеђа при Амбасади САД у Босни и Херцеговини, што је најављивано још од 2012. године. Радови су извођени на, по градитеље, изузетно тешком и неприступачном локалитету и завршени су пре постављеног рока. Пројектну документацију је израдила фирма ИПСА институт Сарајево, а извођач је фирма „Неимари”. Пројекат је спроводила Комисија за очување националних споменика, а партнери у спровођењу пројекта били су месна заједница Жепа, општина Рогатица и Завод за заштиту културно-историјског и природног насљеђа Републике Српске.
Према наводима конзерватора Милијане Окиљ из 2020. године, значајна структурна оштећења су и даље присутна на мосту. И премда је изграђена потпорна конструкција за заштиту моста, остале најављене фазе пројекта нису реализоване. Израђена је пројектна документација за конструктивну стабилизацију и рестаурацију моста, али због недостатка средстава сам пројекат није реализован.

## Мост у култури
Мост на Жепи и легенда о везиру Јусуфу су, као већ споменуто, били тема приповетке писца Иве Андрића. Андрић је приповетку објавио 1925. године у „Српском књижевном гласнику” и по неподељеној оцени критике једна је од најбољих прича каснијег нобеловца. Мост, који је у приповеци заузео место лирског субјекта тј. јунака приповедања, Андрић је на следећи начин описао:
| „ | [...] А тачно у пô лета би посао довршен. Весело оборише радници скеле, и из тога сплета од греда и дасака појави се мост, витак и бео, сведен на један лук од стене до стене. На свашта се могло помислити пре неголи на тако чудесну грађевину у растргану и пусту крају. Изгледало је као да су обе обале избациле једна према другој по запењен млаз воде, и ти се млазеви сударили, саставили у лук и оставили тако за један тренутак, лебдећи над понором. Испод лука се видело, у дну видика, парче модре Дрине, а дубоко под њим је гргољила запењена и укроћена Жепа. Дуго нису очи могле да се привикну на тај лук смишљених и танких линија, који изгледа као да је у лету само запео за тај оштри мрки крш, пун кукриковине и павите, и да ће првом приликом наставити лет и ишчезнути. [...] [...] Он је, тамо у Босни, бљештао на сунцу и сјао на месечини, и пребацивао преко себе људе и стоку. Мало - помало, ишчезну посве, онај круг разроване земље и разбацаних предмета који окружују сваку нову градњу; свет разнесе и вода отплави поломљено коље и парчад скела и преосталу грађу, а кише сапраше трагове клесарског рада. Али предео није могао да се приљуби уз мост, ни мост уз предео. Гледан са стране, његов бео и смело извијен лук је изгледао увек издвојен и сам, и изненађивао путника као необична мисао, залутала и ухваћена у кршу и дивљини. [...] | ” |

У историји књижевности, Андрић је са „Мостом на Жепи”, према истраживачу Драгану Чихорићу, насупрот протагонистима надмоћи епске песме, усменог говора и локалног народног језика у југословенској култури, покренуо педагошку тезу, којом је — између инертне јавности, политичке намере и гостујућег уметника — најавио улазак свежих југословенских мајстора, који су најавили оно што ће се догађати у зрелој југословенској модерности 20. века. Приповетка је данас, између осталог, и обавезна лектира у основним школама у Србији.
Као већ напоменуто, мост на Жепи је у новије доба био предмет и путописа. Аустријски књижевник Роберт Михел и немачки новинар и публициста Хајнрих Ренер су у својим путописима из Босне, објављеним почетком XX века, забележили и мост на Жепи.
Мост је 2019. године посетио хрватски и бх. новинар Мило Јукић (hr) који је, између осталог, приметио: „Потписали су се уоколо сви који су имали везе с мостом, и они што су га с његовог родног мјеста донијели овдје, и државно повјеренство које га је прогласило националним спомеником, угроженим, и Американци који су дали лову за обнову, и неки мени непознати аустријски писац Ото Ренер, само нема човјека који је Мост показао и приказао читавом свијету.”
Босанскохерцеговачки и хрватски књижевник Јосип Млакић (hr) је 2024. године обишао Жепу и мост и оставио свој писани дојам моста. Указујући на лепоту али и незавидно стање у ком се у тренутку његове посете налазио, Млакић између осталог скреће пажњу и на плочу у близини моста, постављену приликом преноса моста на нову локацију и њеног данашњег изледа
| „ | [...] Колико је вријеме, удружено с људском деструкцијом, неумољиво, на најбољи начин показује пригодна мраморна плоча постављена у стијену у вријеме када је мост прије више од пола стољећа премјештен с ушћа Жепе на своју садашњу локацију. Плоча је, вјеројатно у протеклом рату, погођена са шест пушчаних метака. Не неким мјестима кроз мрамор је из стијене пробила трава. Један несвакидашњи призор какав никада досада нисам видио, иако сам био увјерен како сам свих ових ратних и поратних година видио све што је људска деструктивност у комбинацији с протоком времена била у стању направити.[133] [...] | ” |
БХ Пошта, јавно предузеће које углавном послује на подручјима са бошњачком већином у Федерацији Босне и Херцеговине, је марта 2023. године промовисала поштанске марке са мотивима моста на Жепи и оближње Реџеп-пашине куле (културно-историјским наслеђем Жепе). БХ Поште су ове две марке посветиле, како наводе, „Жепи, херојском граду и једном од најзначајнијих симбола повратка у Босни и Херцеговини” (повратничком бошњачком становништву у Жепу након рата у БиХ). Аутори обе марке су Мујо Куловац и дизајнер Абдулах Бранковић.

### Књиге и зборници
- Андрејевић, Андреј (1984). Исламска монументална уметност XVI века у Југославији : куполне џамије. Београд: Институт за историју уметности Филозофског факултета : Балканолошки институт САНУ.  37385223  11616778  512009936
- Ayverdi, Ekrem Hakki (1956). Yugoslavya'da Türk Abideleri ve Vakıfları (на језику: турски). III. Ankara: Vakıflar Dergisi. стр. 151—223.
- Ayverdi, Ekrem Hakki (2000). Avrupa'da Osmanlı mimârî eserleri. 2 : Yugoslavya : (3. kitap) (на језику: турски). Istanbul: İstanbul Fetih Cemiyeti. ISBN 975-7618-33-0.
- Gojković, Milan (1977). Kameni mostovi od XIV do XVIII veka u granicama Jugoslavije : mostovi nastali na Balkanskom poluostrvu u vreme ekspanzije Osmanske imperije u ove krajeve, sa posebnim osvrtom na kamene mostove u Jugoslaviji : estetičke i arhitektonske odlike, koncepcijska načela i konstrukcijske karakteristike u okviru opšte istorije građenja mostova : doktorska disertacija. Beograd: [M. Gojković].  26279951
- Gojković, Milan (1989). Stari kameni mostovi : anatomija, patologija, zaštita, sanacija, konzervacija (PDF). Beograd: Naučna knjiga. ISBN 86-23-41042-4.  109580  109580  109580
- Енциклопедија Републике Српске. 3, Д-Ж. Бања Лука: АНУРС, (Лакташи : Графомарк). 2020. ISBN 978-99976-42-37-0.  130618369  130618369
- Ердељановић, Јован; Николић, Риста Т. (1899). Трговачки центри и путеви по српској земљи у средњем веку и у турско доба : историско-географска расправа. [Београд]: издање београдске општине, (Београд : штампарија Д. Димитријевића).  34556935  34556935
- Катанић, Надежда; Гојковић, Милан (1961). Грађа за проучавање старих камених мостова и акведуката у Србији, Македонији и Црној Гори. Београд: Савезни институт за заштиту споменика културе.  37488391  12295686
- Michel, Robert (1912). Fahrten in den Reichslanden : Bilder und Skizzen aus Bosnien und der Hercegovina (на језику: немачки). Wien ; Leipzig: Deutsch-Österreichischer Verlag.  32599049
- Michel, Robert (2014). Putovanja po carskim zemljama : slike i skice iz Bosne i Hercegovine : s 25 crteža Maxa Bucherera. Mostar: Muzej Hercegovine. ISBN 978-9958-645-06-8.  21238534
- Окиљ, Милијана (2020а). „Мост на ријеци Жепи”. у Енциклопедија Републике Српске. 3, Д-Ж. Бања Лука: АНУРС, (Лакташи : Графомарк). стр. 721. ISBN 978-99976-42-37-0.  130618369  130618369
- Popovac, Maja (2009). „Methods of Reconstruction of One Span Ottoman Bridges in BiH”. 3rd H&mH Hazards & modern Heritage : International Conference on Vulnerability of 20th Century Cultural Heritage to Hazards and Prevention Measures : Leros (Greece), April 22-24, 2009 (на језику: енглески). Leros: CICOP. ISBN 9789608822276.
- Popovac, Maja (2011). „One Span Ottoman Bridges in BiH”. 4. International Symposium of turkology for southeast Europe (BAL- TAM), Zagreb, December 2007 (на језику: енглески). Balkan Turkoloji Merkezi. ISBN 995143603X.
- Rener, Hajnrih (1900). Herceg-Bosnom uzduž i poprijeko : putovanja Henrika Rennera : s geografskom kartom. Mitrovica: Hrvatska dionička tiskara (N. Dogan).  280868871  119207943  38244864
- Redžić, Husref (1983). Studije o islamskoj arhitektonskoj baštini. Sarajevo: Veselin Masleša, (Novi Sad : Štamparija).  66441484  1925158  1925158  512030928
- Roso Popovac, Maja (2012). „Prirodni faktori koji utiču na propadanje kamenih mostova uz turskog perioda u Bosni i Hercegovini”. Zbornik radova / Četvrti Internacionalni naučno-stručni skup Građevinarstvo - nauka i praksa : Žabljak, 20-24. februara 2012. Podgorica: Univerzitet Crne Gore, Građevinski fakultet: 1645—1652. ISBN 978-86-82707-21-9.
- Roso Popovac, Maja (2015). One-span Ottoman bridges in Bosnia and Herzegovina (на језику: енглески). Mostar: Univerzitet "Džemal Bijedić", Građevinski fakultet, (Mostar : Solvej). ISBN 978-9958-9170-8-0.  22239494  22239494
- Roso Popovac, Maja (2015a). „Man-caused damages on one-span ottoman brigdes in Bosnia and Herzegovina” (PDF). The 3rd International Conference “The Importance of Place” : 21.-24. October 2015. in Sarajevo (на језику: енглески). Sarajevo: BHCICOP. 2 (1): 125—138. ISSN 2232-965X.
- Schweiger-Lerchenfeld, Amand Freiherr von (1878). Bosnien, das land und seine Bewohner: Geschichtlich, Geographisch, Etnographisch und Social-politisch (на језику: немачки). Wien: L. C. Zamarski.  85474823  9659398
- Stix, Edmund (1887). Das Bauwesen in Bosnien und der Hercegovina vom beginn der Occupation durch die Österr.-ung. Monarchie bis in das Jahr 1887. : Eine technisch-statistische Studie, nach ämtlichen Quellen / zusammengestellt vom Baudepartement der Landesregierung unter der Leitung des Regierungsrathes Edmund Stix (на језику: немачки). Wien: Kaiserlich-königlichen Hof- und Staatsdruckerei.  512813713  9621510
- Tahirović, V.I (1989). „Demontaža i ponovna izgradnja kamenog mosta preko rijeke Žepa”. Prvi kongres Društva građevinskih konstruktera Bosne i Hercegovine; Zbornik radova. Sarajevo. 2: 355—362.
- Čelić, Džemal; Mujezinović, Mehmed (1969). Stari mostovi u Bosni i Hercegovini. Sarajevo: Veselin Masleša, (Zagreb : Ognjen Prica).  182328327  182328327  18278401
- Čelić, Džemal; Mujezinović, Mehmed (1998). Stari mostovi u Bosni i Hercegovini (PDF). Sarajevo: Sarajevo-Publishing, (Sarajevo : OKO). ISBN 9958-21-059-2.  545318
- Džidić, Sanin (2017). „Homage to prof. dr. Ismet V. Tahirović — Some structural undertakings for preservation of hystorical monuments in 20th century in Bosnia and Herzegovina” (PDF). The 4th international conference “The importance of place” — 20-23 october 2017, Sarajevo (на језику: енглески). Sarajevo: BHCICOP. 4 (1): 249—265. ISSN 2232-965X.

### Часописи
- Алексић, Милан (2022). „Тумачење приповетке Мост на Жепи Иве Андрића” (PDF). Књижевност и језик : часопис Друштва за српски језик и књижевност Србије. Београд: Друштво за српскохрватски језик и књижевност Србије. 69 (2): 405—414. ISSN 0454-0689.  144391433  4052482  50653962  4052482
- Bejtić, Alija (1944). „Sokolovićev most na Drini u Višegradu”. Narodna uzdanica : kalendar za godinu 1945. Sarajevo: Muslimansko kulturno društvo "Narodna uzdanica", (Sarajevo : Tiskara „Bosanska pošta“). XIII: 148—169. Архивирано из оригинала 06. 03. 2023. г. Приступљено 10. 03. 2023.  200067596  214089223  214089223  22110470
- Bejtić, Alija (1953). „Spomenici osmanlijske arhitekture u Bosni i Hercegovini”. Prilozi za orijentalnu filologiju i istoriju jugoslovenskih naroda pod turskom vladavinom. Sarajevo: Orijentalni institut (III—IV/1952-53): 229—297. ISSN 1986-8650.  89151498  103969543  1126062052  16399874
- Bojanovski, Ivo (1964). „Bilješke iz arheologije I” (PDF). Naše starine. Sarajevo: Zemaljski zavod za zaštitu spomenika kulture i prirodnih rijetkosti Narodne Republike Bosne i Hercegovine, (Zagreb : Grafički zavod Hrvatske) (IX): 193—198. ISSN 0547-3136.  57465612  57465612  12902146
- Васић, Дивна (2013). „Двије историје моста на Жепи”. Свеске Задужбине Иве Андрића. Београд: Задужбина Иве Андрића. 32 (30): 279—286. ISSN 0352-0862.  212436492  608783  608783  608783
- Гојковић, Милан (1967). „Мост Мехмед паше Соколовића у Вишеграду и савремени водопривредни захвати”. Зборник радова Архитектонског факултета. Београд: Архитектонски факултет Универзитета у Београду, Београд, (Београд : Научно дело). XVIII. ISSN 0409-0152.  43501319
- Гојковић, Милан (1974). „Нека искуства у реконструкцијама старих средњовековних мостова”. Зборник заштите споменика културе. Београд: Републички завод за заштиту споменика културе Србије. 24: 79—87. ISSN 0514-616X.  162083335  16392706  28860422
- Grabovica, Almir (2024). „Žepa “sigurna zona” Ujedinjenih nacija” (PDF). Historijski pogledi. Tuzla: Centar za istraživanje moderne i savremene historije Tuzle. VII (11): 374—405. ISSN 2712-0651.  28809222
- Gujić, Kasim (1934). „Najljepši turski mostovi u BiH”. Gajret. Sarajevo: Muslimansko kulturno društvo "Gajret". ISSN 1840-1023.  28080908  28080908
- Dervišević, Haris; Smailbegović, Aida (2016). „Seciranje portreta Mehmed-paše i Ferhad-paše Sokolovića”. Prilozi za orijentalnu filologiju. Sarajevo: Orijentalni institut (66): 135—152. ISSN 0555-1153.  104008455  1126062052  16399874
- Defterdarević, Aziz (1969). „Pravni aspekti spasavanja starih mostova  na Trebišnjici, Žepi i Drini”. Naše starine. Sarajevo: Zavod za zaštitu spomenika kulture S.R. Bosne i Hercegovine (12): 62—71. ISSN 0547-3136.  57465612  57465612  12902146
- „Izvještaj o radu u 1961. godini – Izvještaj o radu u 1962. godini” (PDF). Naše starine. Sarajevo: Zemaljski zavod za zaštitu spomenika kulture i prirodnih rijetkosti Narodne Republike Bosne i Hercegovine, (Zagreb : Grafički zavod Hrvatske) (IX): 203—211. 1964. ISSN 0547-3136.  57465612  57465612  12902146
- Kreševljaković, Hamdija (1936). „Boj pod Banjom Lukom 4. VIII 1737 : Uz dvjestagodišnjicu”. Narodna uzdanica : kalendar za godinu 1937 : (1355-1356. po Hidžri). Sarajevo: Muslimansko kulturno društvo "Narodna uzdanica", (Sarajevo : Islamska dionička štamparija). V: 91—113. ISSN 2232-8025.  214089223  214089223  22110470
- Kreševljaković, Hamdija (1954). „Kule i odžaci u Bosni i Hercegovini” (PDF). Naše starine. Sarajevo: Zemaljski zavod za zaštitu spomenika kulture i prirodnih rijetkosti Narodne Republike Bosne i Hercegovine, (Zagreb : Grafički zavod Hrvatske) (II): 71—86. ISSN 0547-3136.  57465612  57465612  12902146
- Muravljov, Mihailo; Stevanović, Boško (2011). „Stari kameni most u Mostaru posvećeno sećanju na prof. Dr Milana - Gileta Gojkovića” (PDF). Izgradnja. Beograd: Udruženje inženjera građevinarstva, geotehnike, arhitekture i urbanista "Izgradnja". 65 (1—2): 37—47. ISSN 0350-5421.  55831  55831  55831
- Чихорић, Драган Д. (2020). „Идејна конструкција уметниковог лика : Иво Андрић, Мост на Жепи” (PDF). Зборник Народног музеја. Историја уметности. Београд: Народни музеј. XXIV (2): 201—219. ISSN 0352-2466.  27563273  5042447  5042447
- Окиљ, Милијана (2020б). „Мостови изграђени на простору Републике Српске током османског периода”. АГГ+ : часопис за архитектуру, грађевинарство, геодезију и сродне научне области. Бања Лука: Архитектонско-грађевинско-геодетски факултет Универзитета у Бања Луци. 8 (1): 34—48. ISSN 2303-6036.  322867719  26429446  26429446
- Радојчић, Светозар (1970). „Опасности стварања као тема у народном песништву”. Прилози за књижевност, језик, историју и фолклор. Београд: Филолошки факултет. XXXVI (3—4): 183—195. ISSN 0350-6673.  602383  602383  602383
- Самарџић, Радован (1983). „Андрићев Мост на Жепи”. Свеске Задужбине Иве Андрића. Београд: Задужбина Иве Андрића. 2 (2): 214—226. ISSN 0352-0862.  247558151  608783  608783  608783
- Čelić, Džemal (1953). „Obnova Sokolovićeva mosta u Višegradu”. Naše starine. Sarajevo: Zemaljski zavod za zaštitu spomenika kulture i prirodnih rijetkosti Narodne Republike Bosne i Hercegovine, (Zagreb : Grafički zavod Hrvatske) (I): 177—181. ISSN 0547-3136. Архивирано из оригинала 08. 07. 2023. г. Приступљено 08. 07. 2023.  200067852  57465612  57465612  49805318  12902146

### Новински чланци
- Гоцић, Б. (11. новембар 1961). „Брана висока деведесет метара”. istorijskenovine.unilib.rs. Борба. стр. 6. ISSN 0350-7440. Текст „issue:UB_00064_19611211” игнорисан (помоћ); Текст „page:6” игнорисан (помоћ)  3893506  131633921
- Мехмедбашић, Х. (12. април 1962). „Шта ће бити са мостом на Жепи?”. istorijskenovine.unilib.rs. Борба. стр. 9. ISSN 0350-7440. Текст „issue:UB_00064_19620412” игнорисан (помоћ); Текст „page:9” игнорисан (помоћ)  3893506  131633921
- Крстонић, М. (8. новембар 1965). „Пише се нова хорника моста на Жепи”. istorijskenovine.unilib.rs. Борба. стр. 6. ISSN 0350-7440.  3893506  131633921
- „На Жепи лета овдашњег”. istorijskenovine.unilib.rs. Борба. 11. новембар 1965. стр. 7. ISSN 0350-7440. Текст „issue:UB_00064_19651111” игнорисан (помоћ); Текст „page:7” игнорисан (помоћ)  3893506  131633921
- П., С. (29. јун 1966). „Почела сеоба моста на Жепи”. istorijskenovine.unilib.rs. Борба. стр. 6. ISSN 0350-7440. Текст „issue:UB_00064_19660629” игнорисан (помоћ); Текст „page:6” игнорисан (помоћ)  3893506  131633921
- Крстонић, М. (30. јун 1966). „Електрана неће угрозити мост”. istorijskenovine.unilib.rs. Борба. стр. 6. ISSN 0350-7440. Текст „issue:UB_00064_19660630” игнорисан (помоћ); Текст „page:6” игнорисан (помоћ)  3893506  131633921